# بيدوك (سنغافورة)
بيدوك (بالأردية: بیدوک، بالإنجليزية: Bedok، بالفارسية: بدوک): هي منطقة تخطيط ومدينة سكينة تقع في المنطقة الجغرافية تانه ميره على طول الساحل الجنوبي الشرقي المنطقة الشرقية في سنغافورة. كما أنها تشترك في حدود بحرية مع مضيق سنغافورة من الجنوب والجنوب الشرقي.